# مسجد كامبونج سونغاي بيسار
مسجد كامبونج سونغاي بيسار يقع المسجد في كنطقة كامبونج سونغاي بيسار، التي تبعد حوالي خمسة عشر كيلومتر من مدينة بندر سري بكاوان عاصمة بروناي .

## البناء
تم البدء في بناء مسجد كامبونج سونغاي بيسار في الأول من شهر أكتوبر من عام 1982، على موقع أرض مساحتها 2 فدان، وفي عام 1983 تم الانتهاء من بناء المسجد، وبلغت تكلفة التشييد 300،000.00 دولار .

## الافتتاح
افتتح مسجد كامبونج سونغاي بيسار رسميا من قبل معالي وزير التربية والتعليم في حكومة بروناي دار السلام في ذلك الوقت، وكان ذلك في يوم الأحد السابع والعشرين من شهر ربيع من عام 1404 هـ الموافق الأول من شهر يناير من عام 1984، وتبلغ قدرة المسجد الاستيعابية وقت بنائه 280 مصلي .

## التوسعة
مع تزايد عدد المصلين وأعداد الساكنين في المنطقة، تم توسيع المسجد وبلغت تكلفة توسعة المسجد ما يزيد على 100،000.00 دولار، والان بستطيع المسجد أن يستوعب نحو 630 مصلي في وقت واحد، ومن بين التسهيلات المتاحة في المسجد وجود مكتبات صغيرة في ارجاء المسجد.